# Natt i marknadstältet
Natt i marknadstältet är en roman av Lars Ahlin utgiven 1957.
Det är en äktenskapsroman som handlar om makarna Paulina och Leopold och diskuterar kärlekens villkor. För Paulina är kärleken en gåva och ett öde medan den för Leopold är något att kvalificera sig till. I romanens rika persongalleri återfinns även pojken Zakarias, huvudpersonen från Ahlins tidigare roman Stora glömskan (1954).
Natt i marknadstältet anses vara en höjdpunkt i Lars Ahlins författarskap och i svensk 1900-talslitteratur. Erik Hjalmar Linder ansåg att "I 1900-talets svenska litteratur kan inte uppletas en romantragedi av motsvarande resning". I Den svenska litteraturen skrev Gunnar D. Hansson: "Romanens tragiska avslutning är bland det mest fullödiga och rika i svensk 1900-talsprosa genom sin livsinsikt och episkt säkra genomföring".
Romanen gav upphov till en kritikerdebatt mellan Olof Lagercrantz och Stockholms-Tidningens Victor Svanberg, där den sistnämnde var mycket negativt inställd till verket. Ahlin själv var inte nöjd med någon av kritikernas recensioner då han ansåg att ingen fullt ut hade begripit vad han ville säga med boken. Natt i marknadstältet är en av titlarna i boken Tusen svenska klassiker (2009).